# デチモマンヌ
デチモマンヌ（イタリア語: Decimomannu）は、イタリア共和国サルデーニャ自治州カリャリ県にある、人口約8,300人の基礎自治体（コムーネ）。

## 地理

### 位置・広がり

#### 隣接コムーネ
隣接するコムーネは以下の通り。括弧内のSUは南サルデーニャ県所属を示す。
- アッセーミニ
- デチモプッツ (SU)
- サン・スペラーテ (SU)
- ウータ
- ヴィッラソール (SU)
- ヴィッラスペチオーザ (SU)